# White Flag
White Flag is een single van Dido, van haar album Life for Rent. Het nummer werd uitgebracht op 1 september 2003.
In de bijbehorende video die door Joseph Kahn werd geregisseerd, speelt acteur David Boreanaz de geliefde van Dido.
Het nummer is geschreven in F majeur, met een piano-outro.
Bij de Grammy Awards in 2004 werd het nummer genomineerd voor Grammy Award for Best Female Pop Vocal Performance, die uiteindelijk werd gewonnen door Beautiful van Christina Aguilera. 
Het nummer behaalde een nummer-1-notering in vele landen, waaronder Australië, Duitsland, Italië en Noorwegen. In België stond het twee weken op drie in de UltraTop.

## NPO Radio 2 Top 2000
| Nummer met noteringen in de NPO Radio 2 Top 2000 | '04 | '05 | '06 | '07 | '08 | '09 | '10 | '11  | '12  | '13  | '14  | '15  | '16  | '17  | '18  | '19  | '20  | '21  | '22  | '23  | '24  |
| ------------------------------------------------ | --- | --- | --- | --- | --- | --- | --- | ---- | ---- | ---- | ---- | ---- | ---- | ---- | ---- | ---- | ---- | ---- | ---- | ---- | ---- |
| White Flag                                       | 57  | 164 | 448 | 634 | 322 | 980 | 967 | 1017 | 1232 | 1211 | 1363 | 1511 | 1466 | 1566 | 1463 | 1712 | 1812 | 1757 | 1736 | 1732 | 1627 |

1. ↑  Een vetgedrukt getal geeft de hoogste notering aan.
2. ↑  2004 was het eerste jaar met een notering voor dit nummer.